# Taylor Moton
Taylor Moton (Lansing, 18 agosto 1994) è un giocatore di football americano statunitense che milita nel ruolo di offensive tackle per i Carolina Panthers della National Football League  (NFL).

## Biografia

### Carriera professionistica
Moton al college giocò a football alla Western Michigan University dal 2012 al 2016. Fu scelto dai Carolina Panthers nel corso del secondo giro (64º assoluto) del Draft NFL 2017. Debuttò come professionista subentrando nella gara del primo turno vinta contro i San Francisco 49ers per 23-3.